# Villemurlin
Villemurlin település Franciaországban, Loiret megyében. Lakosainak száma 537 fő (2022. január 1.). Villemurlin Cerdon, Isdes, Saint-Aignan-le-Jaillard, Saint-Florent, Sully-sur-Loire és Viglain községekkel határos.

## Népesség
A település népessége az elmúlt években az alábbi módon változott:
| Lakosok száma | 532  | 460  | 473  | 537  | 621  | 600  | 585  | 575  | 563  | 537  |
|               | 1968 | 1982 | 1990 | 2006 | 2013 | 2015 | 2017 | 2019 | 2020 | 2022 |